# Antepione dyari
Antepione dyari är en fjärilsart som beskrevs av Grossbeck 1916. Antepione dyari ingår i släktet Antepione och familjen mätare. Inga underarter finns listade i Catalogue of Life.